# Chirostenot
Chirostenot (Chirostenotes) – dwunożny, wszystkożerny lub roślinożerny dinozaur z rodziny owiraptorów. Teropod spokrewniony z elmizaurem.
Żył w późnej kredzie (ok. 80 mln lat temu) na terenach Ameryki Północnej. Długość ciała do 2,5 m, wysokość ok. 1 m masa 50-70 kg. Jego szczątki znaleziono w Kanadzie (prowincja Alberta).

## Gatunki
- Chirostenotes pergracilis (Gilmore, 1924)
- Chirostenotes elegans (Parks, 1933)

## Synonimy
- Macrophalangia canadensis Sternberg, 1932
- Caenagnathus collinsi Sternberg, 1940
- Ornithomimus elegans Parks, 1933
- Elmisaurus elegans (Parks, 1933) Currie, 1989
- Caenagnathus sternbergi Cracraft, 1971
- Chironstenotes sternbergi (Cracraft, 1971)